# شهرستان رپلا
شهرستان رپلا (به استونیایی: Rapla maakond) یکی از شهرستان‌های کشور استونی است.
این شهرستان در سال ۲۰۱۱ میلادی ۳۶٬۶۵۲ نفر جمعیت داشته‌است و مرکز آن شهر رپلا است.

## نگارخانه

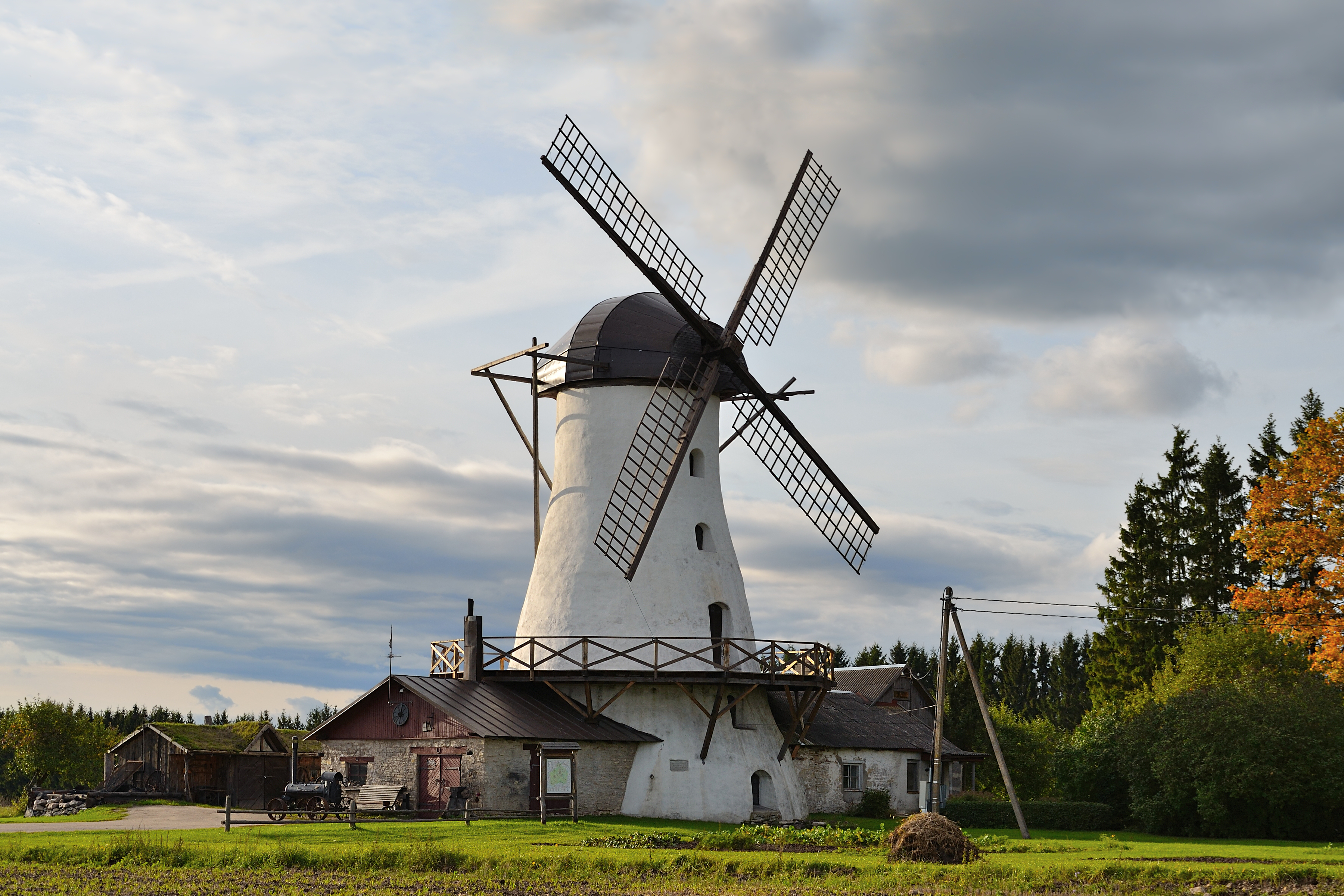
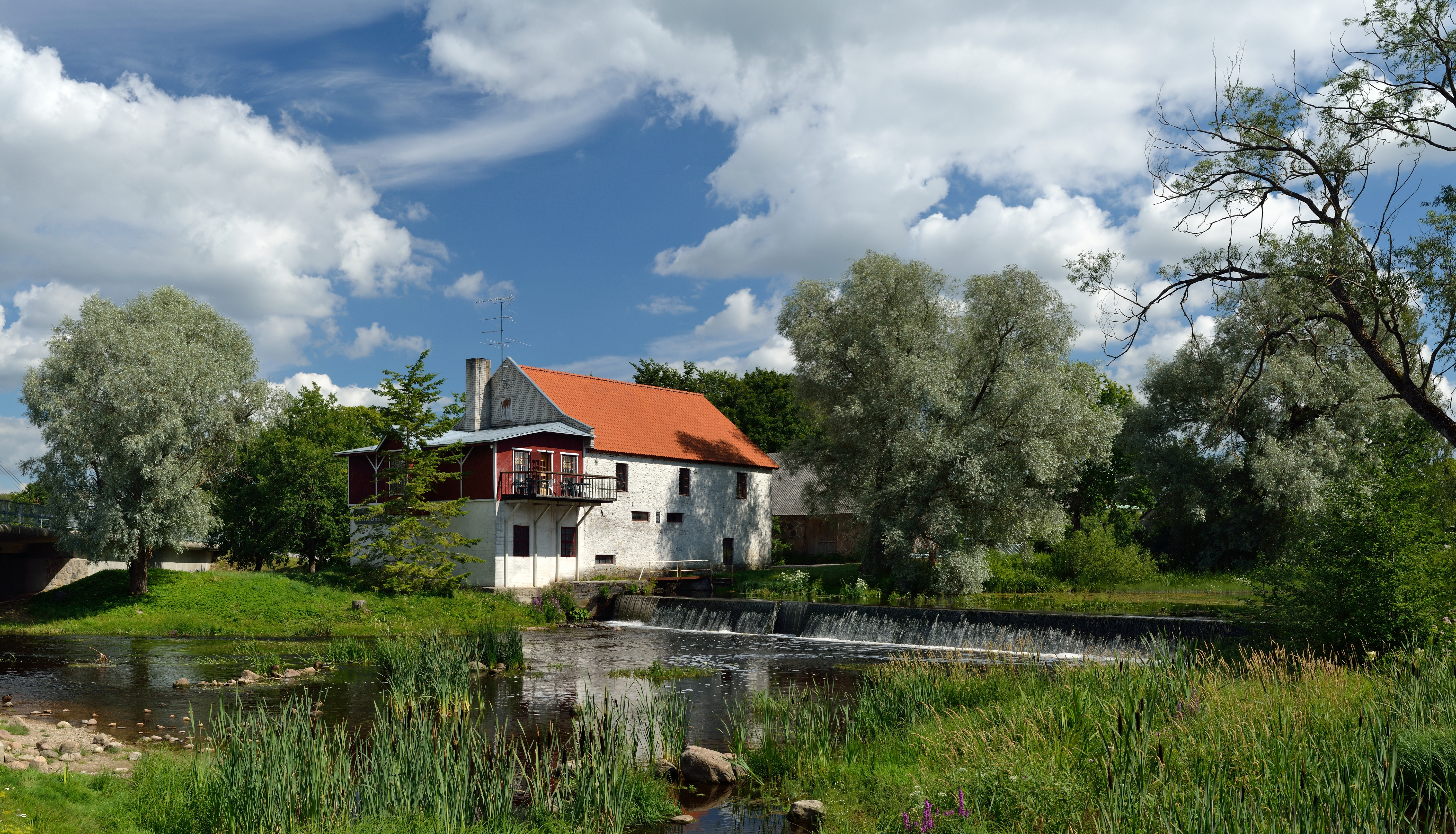
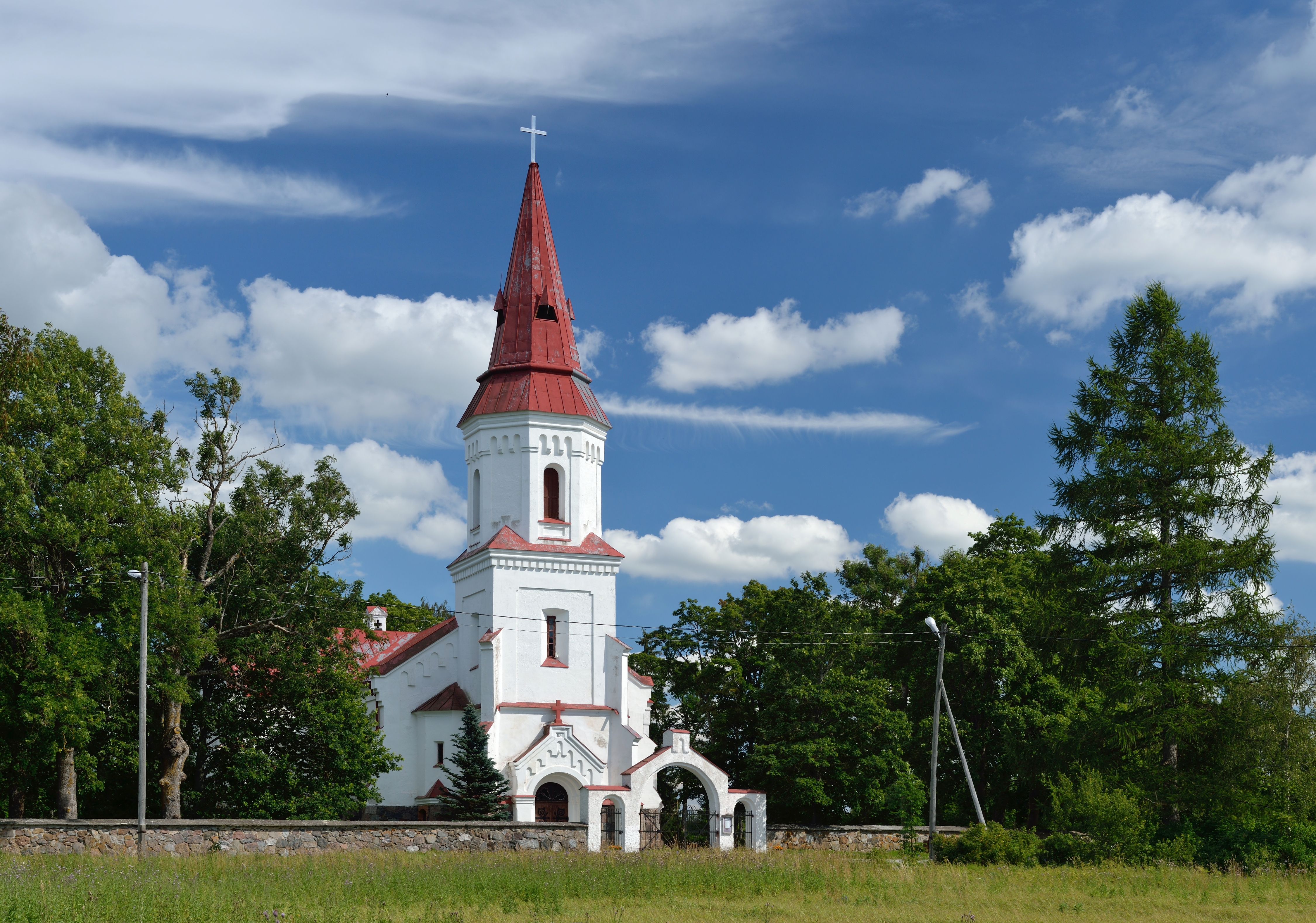
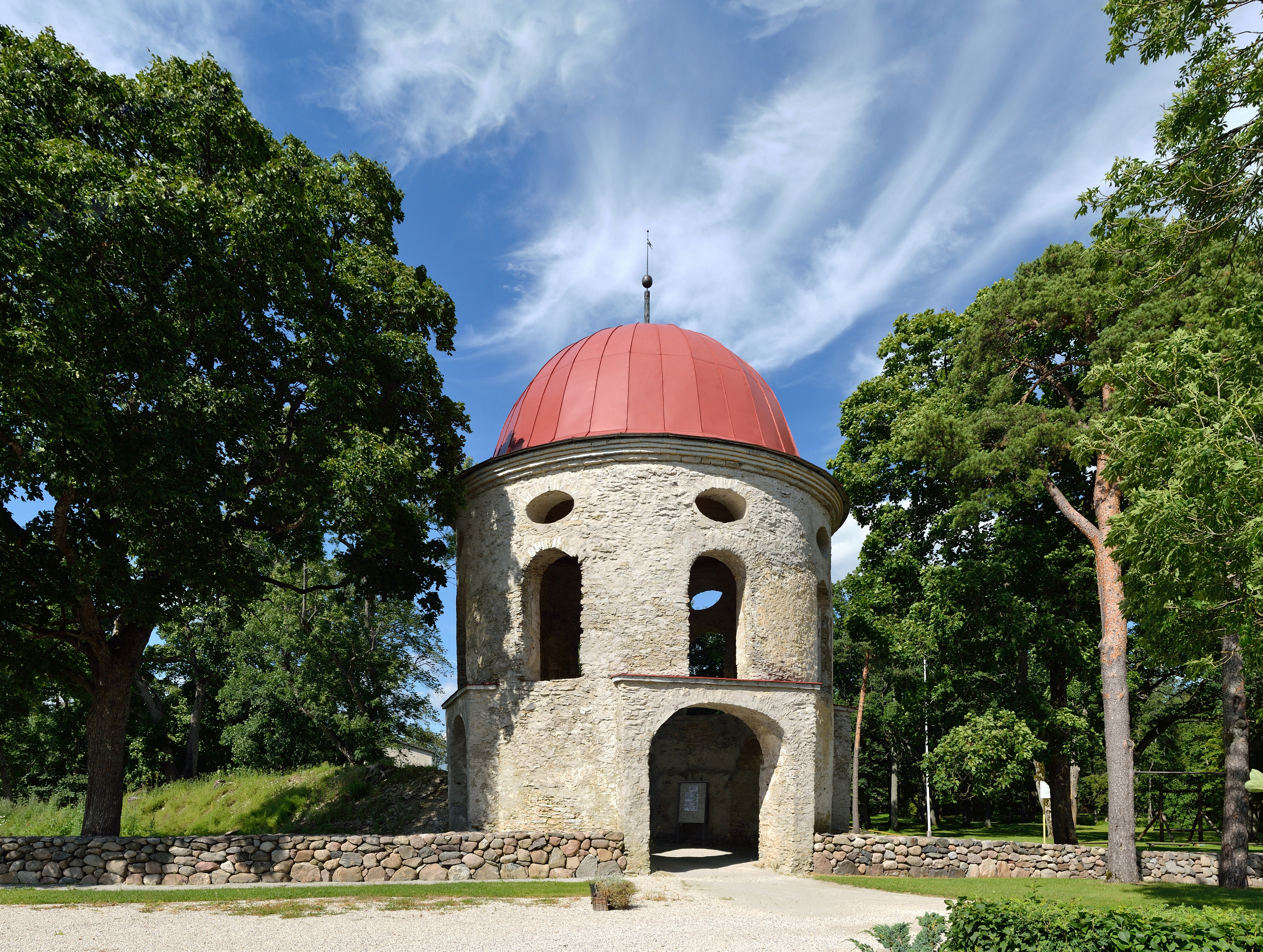
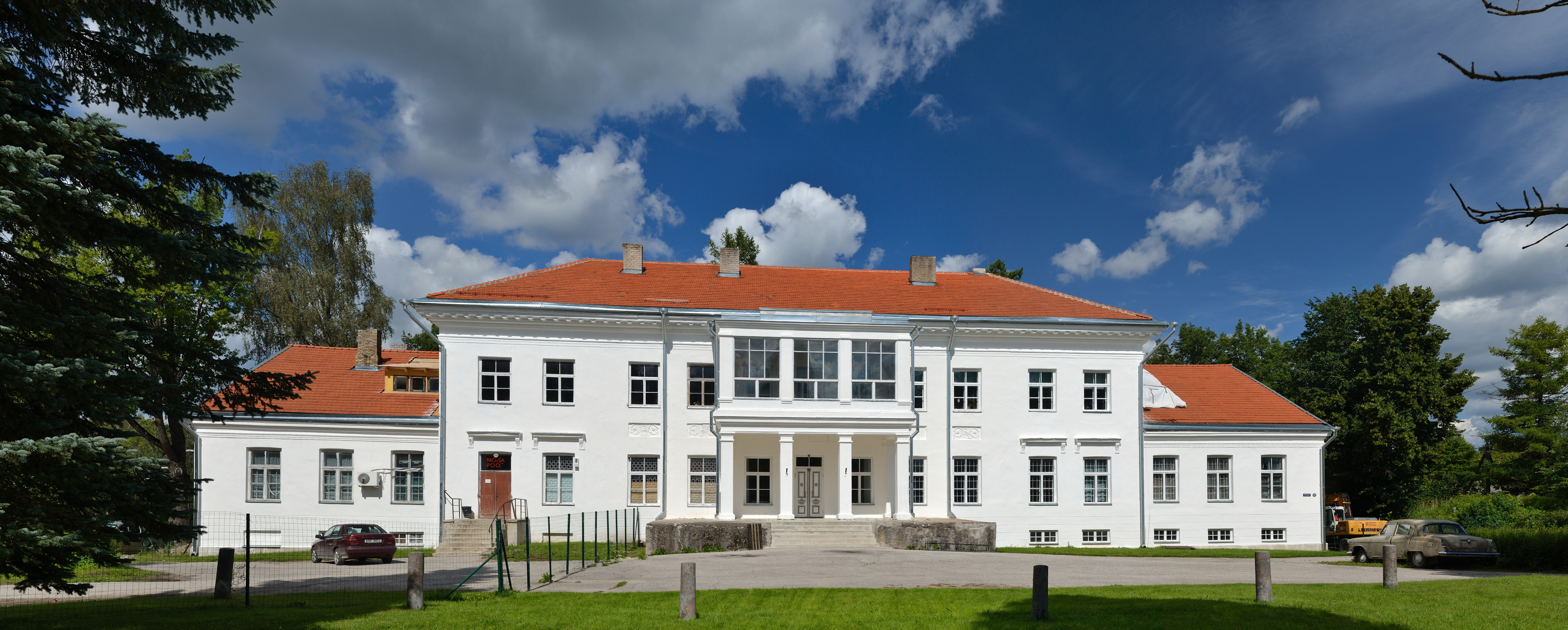
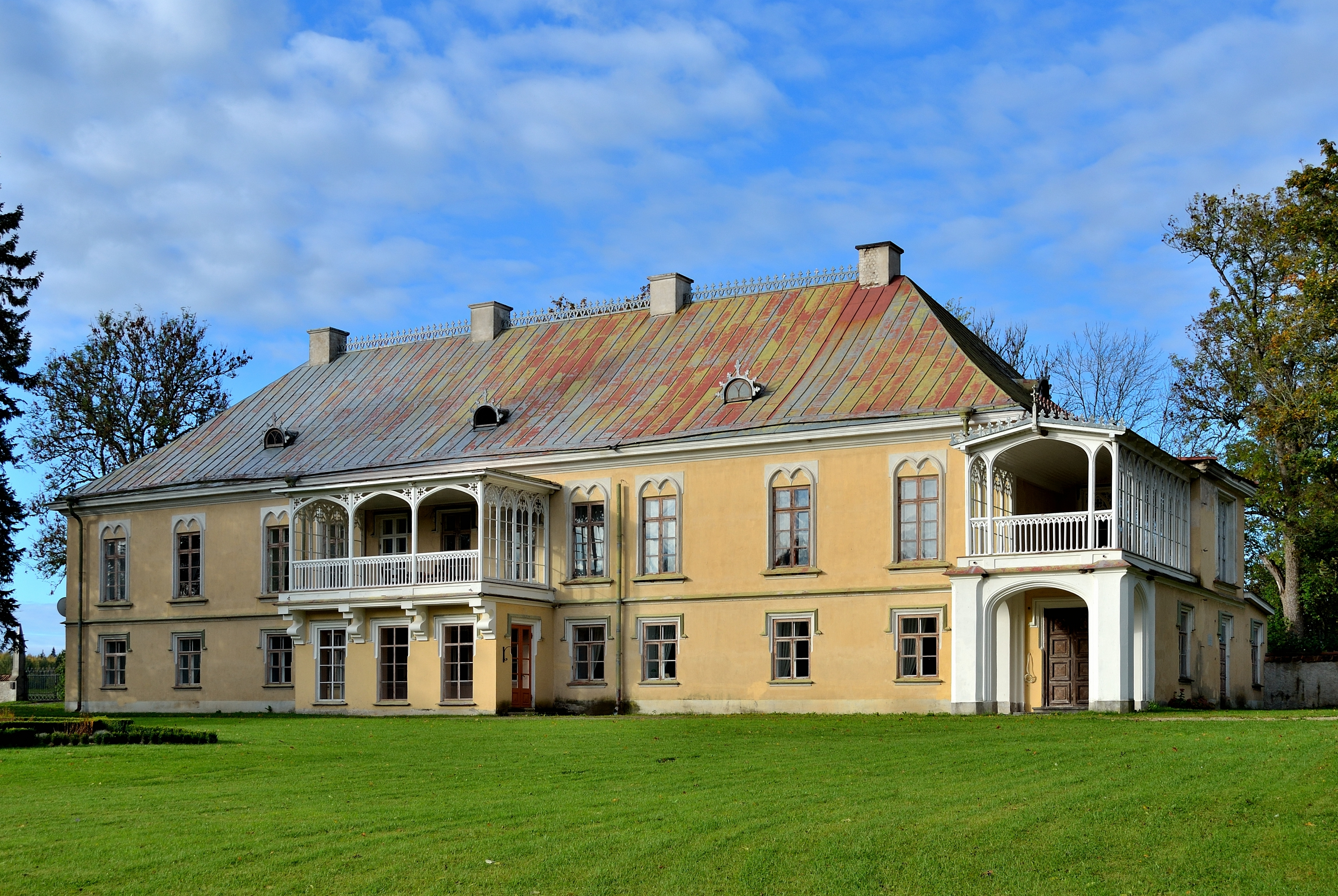

## شهرداری‌ها

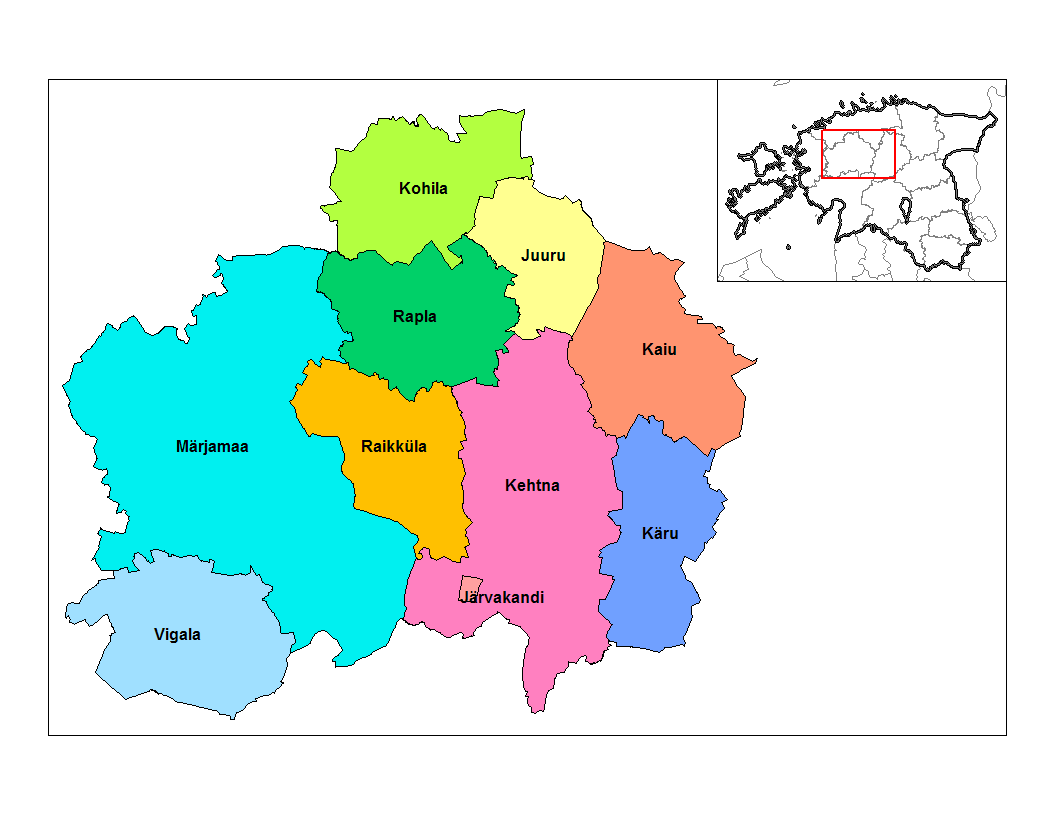
شهرداری‌های شهرستان رپلا

| رتبه | شهرداری        | نوع     | جمعیت (۲۰۱۸) | مساحت km2 | تراکم |
| ---- | -------------- | ------- | ------------ | --------- | ----- |
| ۱    | دهستان کوتنا   | روستایی | ۵٬۶۰۵        | ۵۱۲       | ۱۰٫۹  |
| ۲    | دهستان کوهیلا  | روستایی | ۷٬۰۹۶        | ۲۳۰       | ۳۰٫۹  |
| ۳    | دهستان ماریاما | روستایی | ۷٬۷۳۹        | ۱٬۱۷۴     | ۶٫۶   |
| ۴    | دهستان رپلا    | روستایی | ۱۳٬۳۳۴       | ۸۴۹       | ۱۵٫۷  |